# Central Perk
Ne doit pas être confondu avec Central Park.
Le Central Perk est un café fictif de la série télévisée Friends, situé dans le quartier de Greenwich Village à New York. Il se situe près de l’appartement de Monica et fut l’un des pôles majeurs de la série. Il s’agissait d’un des lieux importants où les six personnages principaux passaient la majorité de leur temps libre, discutant de leurs problèmes.

## Origines
Ce café est inspiré du Cholmondeley’s, café et salon de thé de l’université Brandeis, où les créateurs de la série poursuivirent leurs études. Le nom du café est un mélange de « Central Park » (référence au célèbre parc de New York) et du verbe anglais perk, qui est l'abréviation de percolate « percoler, préparer le café ».

## La direction du Central Perk
Le Central Perk appartient à un homme nommé Terry (joué par Max Wright), qui, selon Rachel et Phoebe, est fou. Terry n’apparut pas souvent, et laissa la gestion de son café à Gunther, qui devint un pilier permanent du Central Perk.

## Le personnel

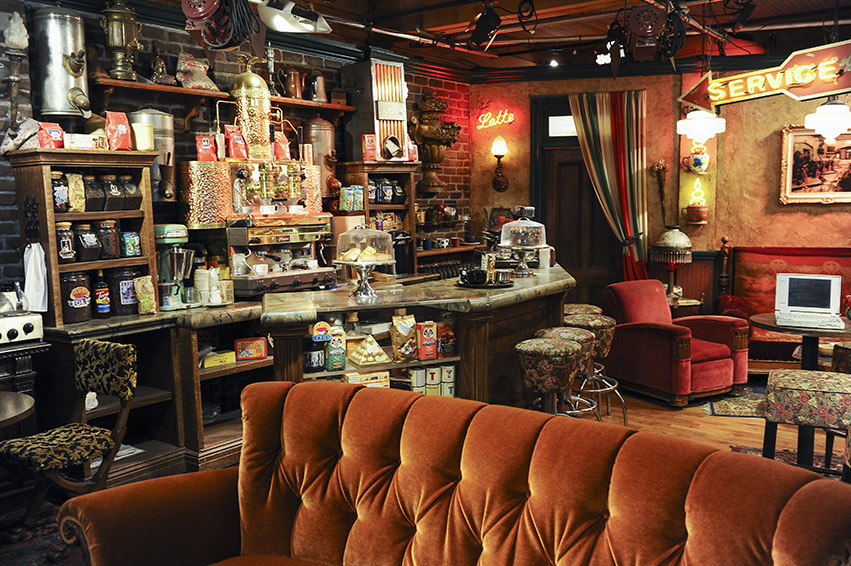
Comptoir de Central Perk

Rachel Green a travaillé en tant que serveuse au Central Perk, pour son premier emploi. Malheureusement, elle confondait les commandes des clients, se trompait dans le rangement des objets, oubliait de nettoyer le percolateur, et rejetait ses fautes sur le fait qu’elle négligeait son travail.
Bien que le travail de Rachel fût plus que médiocre, Gunther ne la renvoya jamais car il en était secrètement amoureux. Finalement, Rachel quitta son poste afin de se lancer dans la mode, lors d’un épisode de la troisième saison.
Joey Tribbiani devint à son tour serveur lorsqu’il se rendit compte que son métier d’acteur ne lui permettait pas de gagner assez d’argent pour vivre. Il était aussi pitoyable que Rachel, essentiellement parce qu’il avait la sensation de régresser socialement. Son principal problème était qu’il offrait gratuitement des boissons ou des muffins aux jolies femmes qui fréquentaient le café, prétextant que c’était leur anniversaire afin d’éviter les réprimandes de Gunther.
Rachel fit quelques recommandations à Joey pour son travail au Central Perk :
- le client a toujours raison
- ça passe toujours mieux avec le sourire
- si un client est impoli, éternue sur son muffin.

## Animation du Central Perk
Phoebe Buffay fut elle-même un pilier du Central Perk lors des premières saisons, chantant accompagnée de sa guitare d’étranges chansons telles que Tu pues le chat (Smelly cat), à un auditoire souvent perplexe. Un jour, elle faillit être remplacée par une chanteuse professionnelle (jouée par Chrissie Hynde, chanteuse du groupe The Pretenders).
Ross a également participé à l’animation musicale du Central Perk en jouant de son clavier mais renonça à son statut de "star" (personne sauf Phoebe ne semble apprécier sa musique) lorsque cette dernière décide d'arrêter face à son trop grand talent.

## Le décor

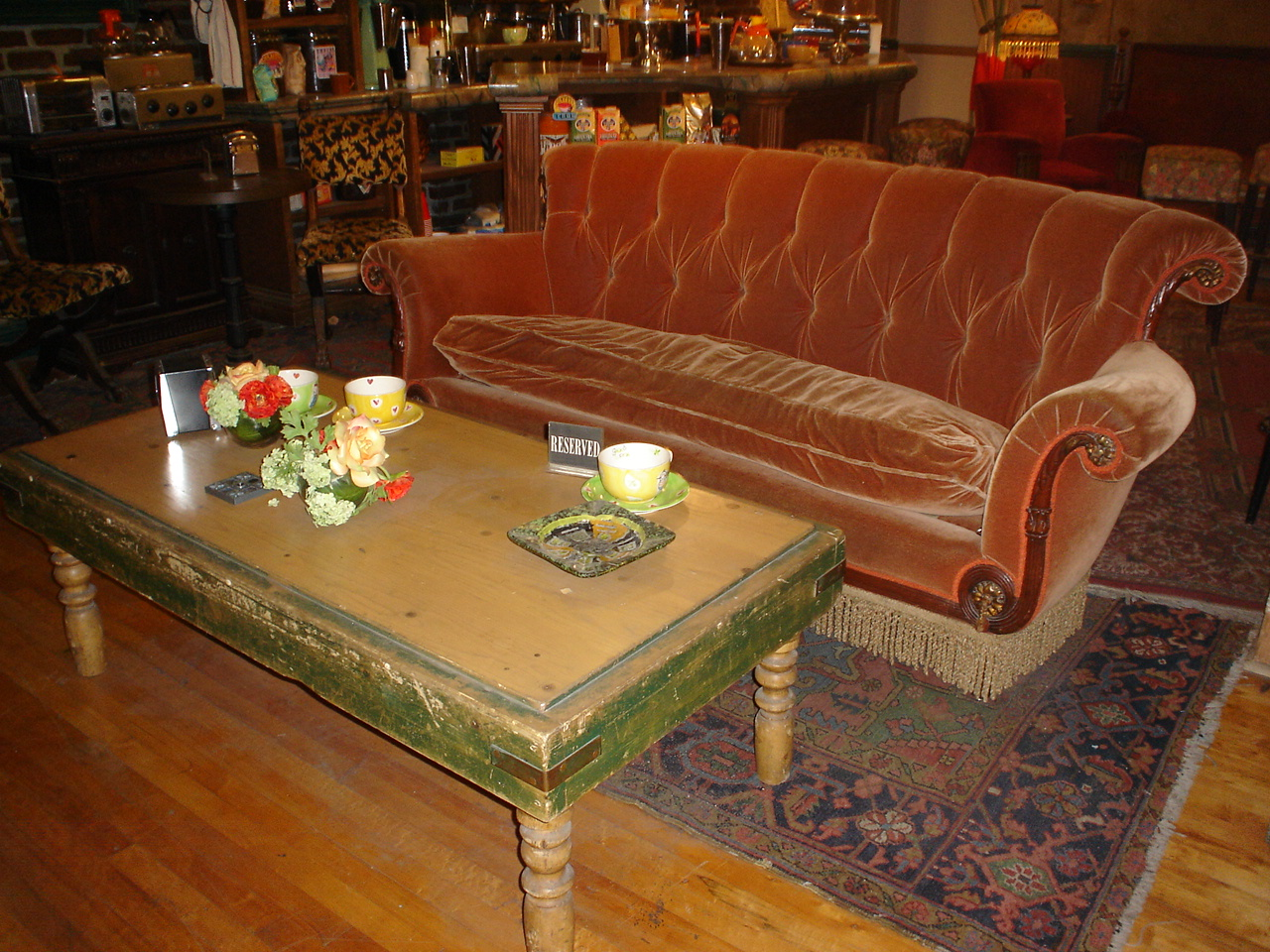
Canapé où se déroulent la plupart des actions dans Central Perk.

Le grand canapé orange, le fauteuil vert sur la droite, la table basse centrale ainsi que la chaise et la table sur la gauche sont les éléments les plus fréquemment employés dans le décor.
Dans les premiers épisodes, en dépit du succès supposé du café, ces places étaient toujours disponibles. Puis, les scénaristes tournèrent ce détail en dérision, et dans un épisode, les six personnages entrent dans le café et découvrent que leurs places fétiches sont occupées. Ils se regardent, puis, perplexes, rebroussent finalement chemin. Il existe toutefois une théorie selon laquelle la table serait réservés aux six personnages de la série : une pancarte « Réservé » est en effet visible dans plusieurs épisodes de la série.
Dans un autre épisode, deux hommes désespérés (interprétés par Robin Williams et Billy Crystal) s’invitent sur le fameux canapé. Une fois, Ross et Chandler se disputent avec deux autres hommes qui ne veulent pas leur céder la place. Une autre fois encore, alors que Chandler est assis, seul, sur le canapé, il chasse un jeune homme qui avait l'intention de s'assoir sur le fauteuil à côté.
En général, quand une série est terminée, les décors sont remis en stock pour être réutilisés dans d'autres séries ou films. Le décor de Central Perk est tellement caractéristique que Warner Bros n'a pas pu le faire. Il est donc encore possible de visiter le décor aux studios Warner Bros à Burbank.